# Tarentola gigas
Tarentola gigas är en ödleart som beskrevs av  Bocage 1875. Tarentola gigas ingår i släktet Tarentola och familjen geckoödlor.
Denna ödla förekommer endemisk på två öar (Branco och Raso) i Kap Verde. Den vistas i klippiga regioner där även havsfåglar lever. Födan utgörs främst av ägg och ungar från dess fåglar, främst rasolärka. På den andra ön äts ägg och ungar av större kapverdelira.
Beståndet hotas av landskapsförändringar. Hur utdöendet av rasolärkan på en av öarna kompenseras är oklar. Utbredningsomrdet är maximalt 10 km² stort. IUCN listar arten som starkt hotad (EN).

## Underarter
Arten delas in i följande underarter:
- T. g. brancoensis
- T. g. gigas